# Le Vieux Cordelier
Le Vieux Cordelier (El Viejo Cordelero) fue un efímero periódico en circulación durante la Revolución francesa, del que se publicaron seis números (de siete escritos) entre el 5 de diciembre y el 30 de diciembre de 1793. Estaba escrito y dirigido por Camille Desmoulins.
Desmoulins lanzó este periódico alentado por Georges Jacques Danton, que le anima a convertirlo en la tribuna periodística del grupo de Los Indulgentes; y Maximilien de Robespierre, que pretende consolidarlo como adversario del periódico rival Père Duchesne y arma contra el grupo de los Hébertistas. Para Desmoulins, Le Vieux Cordelier suponía, entre otras cosas, una tribuna desde la que responder a los ataques vertidos contra él por sus contactos con el general Arthur de Dillon.

## Nombre, periodicidad y publicación
El periódico toma su nombre del antiguo Club de los Cordeliers, o Sociedad de los derechos del hombre y el ciudadano, de la que formaban parte Desmoulins y Danton. El periódico empieza a publicarse, sin embargo, cuando los cordeliers se han escindido ya entre el grupo de los Indulgentes (Desmoulins y Danton) y el de los Exagerados o Hébertistas (por Jacques-René Hébert), estos últimos convertidos en el primer foco de críticas del Vieux Cordelier.
Tal y como se indica en su primer número, el periódico tenía previsto publicarse "dos veces por década" (esto es, dos veces cada diez días, de acuerdo con el calendario republicano). La aparición de los números siguió aproximadamente esta regla, con la excepción del número 7 (no publicado), cuya fecha prevista de edición era casi un mes después del anterior.
El periódico era editado por el impresor-librero Desenne de París. Podía adquirirse en la misma librería Desenne situada en el Jardin de l'Égalité, nº 1, 2 (actual Jardín del Palacio Real, en la sede actual del Consejo de Estado).

## Números escritos y publicados
Todos los números son encabezados por la misma rúbrica, bajo la divisa "VIVRE LIBRE OU MOURIR" (Vivir libre o morir), el nombre del periódico y la leyenda 
Journal
Rédigé par Camille DESMOULINS
Député à la Convention et Doyen des Jacobins
(en español: Periódico escrito por Camille Desmoulins, diputado en la Convención y Decano de los Jacobinos), seguido de la fecha y el texto.
Los números escritos fueron los siguientes:
- Número 1º, publicado el quintidi de frimario, 2ª década, del año II de la república (correspondiente al 5 de diciembre de 1793). El texto se inicia con la siguiente cita de Maquiavelo: "Cuando los que gobiernan son odiados, sus adversarios no tardan en ser admirados".
- Número 2º, del 20 frimario del año II (10 de diciembre de 1793). El texto se abre con la misma cita que el número 1.
- Número 3º, del quintidi frimario, 3ª década, del año II (15 de diciembre de 1793). El texto se abre con la misma cita que los números anteriores.
- Número 4º, del 30 frimario del año II (20 de diciembre de 1793). La cita inicial es la siguiente, extraída de El Contrato Social de Jean-Jacques Rousseau: "El más fuerte no lo es nunca bastante como para convertirse en jefe, si no convierte su fuerza en derecho".
- Número 5º, del quintidi nivoso, 1ª década, del año II (24 de diciembre de 1793). El texto (el discurso íntegro que pronuncia Desmoulins en su defensa ante el Club de los Jacobinos) se abre con las palabras de Marat: "Patriotas, no entendéis nada. ¡Eh!, Dios mío, déjame decir; nos dejamos abatir demasiado" (en francés: "Patriotes, vous n'y entendez rien. Eh! mon Dieu, laissez-moi dire; on n'en rabattra que trop").
- Número 6º, del 10 nivoso del año II (30 de diciembre de 1793). Dos citas abren este número: la primera, en latín, de Valère Maxime ("Peregrinatus est, animus ejus in nequitià non habitavit"), y la segunda, el extracto de unas declaraciones de Robespierre y Collot-d'Herbois en defensa de Desmoulins, durante una sesión del Club Jacobino ("Camille Desmoulins ha tenido un exceso de simpatía con los aristócratas, pero sigue siendo un buen republicano, y le es imposible ser otra cosa").
- Número 7º, del quintidi pluvioso, 2ª década, del año II (3 de febrero de 1794). La cita inicial, en latín, es de Cicerón. El ejemplar no llegó a publicarse.

## Evolución
Los números del Vieux Cordelier evolucionan, siguiendo los acontecimientos de la vida política francesa y el distanciamiento de Desmoulins respecto a la política gubernamental y su creciente radicalización revolucionaria, desde la crítica equilibrada a los "extremos" de la revolución (desde una posición "centrada" en el que sitúa al Comité de Salvación Pública liderado por Robespierre), hasta una denuncia cada vez más explícita de la deriva del gobierno. Tras el inicio de la campaña de hostigamientos y detenciones contra el sector dantonista (al que pertenecía Desmoulins), Le Vieux Cordelier sirve como vehículo del testamento o credo político de Desmoulins, así como de los puntos de fricción con la dictadura terrorista de Robespierre.

### Primeros números
Los primeros números (1º y 2º) se centran en la denuncia del grupo Hérbertista o ultra-revolucionario, ala radical del partido jacobino partidaria de acelerar e intensificar el Terror, dirigida por el periodista Jacques-René Hébert. Ambos números contaron con el visto bueno de Robespierre.

### Críticas al Comité de Salvación Pública
En el tercer número, sin embargo, Desmoulins carga contra el régimen terrorista del Comité de Salvación Pública que dirige Robespierre. A través de un paralelismo con la República romana, critica con contundencia la persecución a todo aquel sospechoso de disidencia, y defiende la libertad de prensa, seriamente amenazada por el Terror, como condición imprescindible para la existencia de la república. Las críticas se intensifican en el número 4, en el que Desmoulins apuesta claramente por una política de clemencia que "abra las cárceles" y recomienda a Robespierre que renuncie a la exterminación de la oposición.
Los números 3 y 4 causan una amplia polémica entre los Jacobinos, y Desmoulins es acusado oficiosamente, en las sesiones jacobinas, de conspirar, defender a "malos ciudadanos" y haber colaborado con "sospechosos" (ciudadanos detenidos preventivamente). La persistencia de los rumores contra él le obliga a explicarse ante el Pleno del Club de los Jacobinos. El contenido íntegro de su discurso ocupa el número de 5. En él recuerda su larga trayectoria revolucionaria y republicana, desde antes de la Revolución, y replica a sus detractores, en particular al diario hérbertista Père Duchesne, al que acusa de haber recibido irregularmente decenas de miles de libras de la Tesorería Nacional. Desmoulins aprovecha para ratificar igualmente sus posiciones respecto al rumbo seguido por el gobierno y mantiene sus advertencias sobre la necesidad de evitar las tentaciones del "moderantismo" y la "exageración" en el desarrollo revolucionario, así como sus críticas, cada vez más contundentes, contra los ataques a la libertad de prensa.

### Testamento político
El número 6 aparece tras la detención de Fabre d'Églantine, poeta inventor del calendario republicano y próximo a Danton y Desmoulins. Intuyendo que esta detención anuncia ya la campaña robespierrista contra los dantonistas y la propia detención y ejecución de Desmoulins, éste emplea el 6º número de su diario en publicar (la primera parte de) su credo o testamento político, "aprovechando el momento en que aún dispongo de tinta, de plumas y de papel, y aún puedo vivir sin penurias". Entre los aspectos principales de este credo, destacan:
- El compromiso con un gobierno popular y una constitución democrática.
- La defensa de la inviolabilidad parlamentaria [Desmoulins era diputado en la Convención Nacional], esto es, el derecho de un diputado a expresar libremente su opinión "aún cuando el bienestar popular aconseje restringir, en un momento de la revolución, a los ciudadanos la libertad de prensa".
- La denuncia de la austeridad, la severidad, la rigidez y las privaciones que el gobierno de Robespierre impone como ideal de virtud. Al contrario, Desmoulins defiende que "la libertad, es el bienestar" y "no consiste en la igualdad de las privaciones".

Este credo queda inacabado en el número 6 por limitaciones de extensión del número. El número 7 (nunca publicado) retoma el tema, presentado bajo la forma de una conversación entre los personajes de Camille Desmoulins y un Viejo Cordelero, que permite al autor expresarse con mayor radicalidad de la habitual. En esta conversación, Desmoulins hace un llamamiento a conseguir una paz rápida con Inglaterra, defiende con vehemencia la libertad de opinión y prensa ("¿Qué es lo que distingue a la república de la monarquía? Una sola cosa: la libertad de hablar y de escribir"), y carga duramente por primera vez contra Robespierre, acusándolo de despotismo al pretender silenciar anteriores números del Vieux Cordelier. 
Tras la conversación, y convirtiendo este número en el más extenso (con diferencia) de todos los ejemplares escritos, Desmoulins prosigue en prosa la exposición de su credo, llamando la atención sobre otros puntos de crítica a la política seguida por Robespierre en el Comité de Salvación Pública. Así, Desmoulins caracteriza la libertad que defiende como una exigencia de justicia, en la que sólo cabe la responsabilidad personal ("creo que la libertad no permite confundir a la esposa o a la madre del culpable con el propio culpable"); una exigencia humanitaria, extensible también a los detenidos y a los criminales y ajena al ensañamiento ("creo que la libertad no requiere que el cadáver de un condenado que se suicida sea decapitado"). El credo concluye con la crítica definitiva a Robespierre: Desmoulins defiende con vehemencia que la virtud, piedra angular del sistema de gobierno robespierrista y artificio que da cobertura a su dictadura terrorista, ni es ni puede ser la base de un gobierno republicano.